# Urzeala tronurilor (sezonul 4)
Urzeala tronurilor este un serial de televiziune de fantezie medievală produs de HBO pe baza scrierilor lui George R. R. Martin cu același nume.

## Episoade
| Nr. în serial | Nr. în sezon | Titlu                                                       | Regizat de        | Scris de                    | Data difuzării  | SUA telespectatori (milioane) |
| ------------- | ------------ | ----------------------------------------------------------- | ----------------- | --------------------------- | --------------- | ----------------------------- |
| 31            | 1            | „Două săbii” „Two Swords”                                   | D. B. Weiss       | David Benioff & D. B. Weiss | 6 aprilie 2014  | 6,64                          |
| 32            | 2            | „Leul și trandafirul” „The Lion and the Rose”               | Alex Graves       | George R. R. Martin         | 13 aprilie 2014 | 6,31                          |
| 33            | 3            | „Eliberatoarea” „Breaker of Chains”                         | Alex Graves       | David Benioff & D. B. Weiss | 20 aprilie 2014 | 6,59                          |
| 34            | 4            | „Jurământul” „Oathkeeper”                                   | Michelle MacLaren | Bryan Cogman                | 27 aprilie 2014 | 6,95                          |
| 35            | 5            | „Primul pe numele său” „First of His Name”                  | Michelle MacLaren | David Benioff & D. B. Weiss | 4 mai 2014      | 7,16                          |
| 36            | 6            | „Legile zeilor și ale oamenilor” „The Laws of Gods and Men” | Alik Sakharov     | Bryan Cogman                | 11 mai 2014     | 6,40                          |
| 37            | 7            | „Mierla” „Mockingbird”                                      | Alik Sakharov     | David Benioff & D. B. Weiss | 18 mai 2014     | 7,20                          |
| 38            | 8            | „Muntele și Vipera” „The Mountain and the Viper”            | Alex Graves       | David Benioff & D. B. Weiss | 1 iunie 2014    | 7,17                          |
| 39            | 9            | „Străjerii” „The Watchers on the Wall”                      | Neil Marshall     | David Benioff & D. B. Weiss | 8 iunie 2014    | 6,95                          |
| 40            | 10           | „Copiii” „The Children”                                     | Alex Graves       | David Benioff & D. B. Weiss | 15 iunie 2014   | 7,09                          |